# Emil Artin
Emil Artin (sinh ngày 3/3/1898, tại Viên – mất ngày 20/12/1962, ở Hamburg) là một nhà toán học Áo và Mỹ.

## Các tác phẩm
- Emil Artin, The theory of braids, Annals of Mathematics (2) 48 (1947), 101 – 126
- Emil Artin (1998). Galois Theory. Dover Publications, Inc. ISBN 0-486-62342-4. (Reprinting of second revised edition of 1944, The University of Notre Dame Press).
- A Freshman Honors Course in Calculus and Analytic Geometry ISBN 0923891528
- Emil Artin (1957), Geometric Algebra, Interscience Publishers)
- Emil Artin (1898–1962) Beiträge zu Leben, Werk und Persönlichkeit, eds., Karin Reich and Alexander Kreuzer (Dr. Erwin Rauner Verlag, Augsburg, 2007).